# Xólotl
Xolotl (del nahuatl: xolotl. Gemelo, paje.) o Xólotl; (pronunciación náhuatl: ˈʃolotɬ) fue un guía y caudillo chichimeca que hacia finales del siglo XII se estableció en los alrededores de la Sierra de Guadalupe, considerado el fundador de una dinastía chichimeca-acolhua siendo su primer tlahtoani.
La tribu que conducía era parte de los grupos humanos con una larga tradición mesoamericana, con normas sociales muy claras y una estructura social compleja. En las últimas décadas ha estado cambiando el estereotipo de concebir "grupos salvajes" (chichimecas) en oposición a "grupos civilizados" (toltecas). Las nuevas revisiones muestran que lo que se consideraban "estados evolutivos" para el México prehispánico, son más bien dos tradiciones culturales que se complementan, no se oponen. Así, los mexicas, se declaraban herederos de las dos tradiciones, al igual que lo hacían los chalcas, los texcocanos, los tlaxcaltecas, etc. 
Xolotl es un personaje que se ensombrece en la profundidad de los tiempos, sin embargo, es posible establecer un semblante por medio de algunas crónicas coloniales. Fue sucedido por su hijo Nopaltzin, quien consolidó el señorío chichimeca en su primera capital.

## Xolotl según Alva Ixtilxochitl
Según el cronista Fernando de Alva Ixtlilxochitl, Xolotl provenía de un reino norteño, con más de un millón de personas que incluía el ejército más numeroso que se haya conocido. Eran gente política con una nobleza bien establecida, el año de la fundación de su nueva capital fue 963, a la cual llamaron Tenayocan Oztopolco; según el mismo Ixtlilxochitl, su corte se componía de caudillos y capitanes quienes en número de seis eran:
- Acatomatl
- Cuahuatlapal
- Cozcacuauh
- Mitliztac
- Tecpan
- Iztaccuauhtli

En 984 Xolotl solicita por primera vez tributo a los pueblos de la región, pero Nauhyotzin de Colhuacan se niega a hacerlo, por lo que se desata un conflicto con sobrada ventaja para los chichimecas, quienes terminan imponiendo un nuevo soberano en Colhuacan, Achichometl (mala ortografía en lugar de Achitometl).
En 1011 llegan otros chichimecas, según Ixtlilxochitl de Michhuacan (Michoacán), esto es, en un lapso de tiempo de 47 años después de haber iniciado su gobierno Xolotl. Estos serán los fundadores de tres señoríos nuevos, mostrando así esta versión que los acolhuas chichimecas eran superiores y que mandaban en la región:
- Acolhua, caudillo de los tepanecas quien se establece en Azcapotzalco.
- Chiconcuauhtli, caudillo de los otomíes se establece en Xaltocan.
- Tzontecomatl, caudillo de los "verdaderos" acolhuas, se establece en Coatlichan.

En general, la descripción que hace Alva Ixtlilxochitl de los tiempos de Xolotl, es para enfatizar aspectos genealógicos y de organización territorial. Partiendo de la descendencia de Xolotl, de la cual indica que al momento de fundar Tenayocan ya lo acompañaba su hijo Nopaltzin, después Xolotl tendrá otras dos hijas con Tomiyauh, Cuetlaxxochitzin que se casa con Acolhua, y Tziuacxochitl se casa con Chiconcuauhtli. 
La descendencia de Acolhua y Cuetlaxxochitzin es de suma relevancia para comprender el manejo que hace Ixtlilxochitl de la historia, el cual se apoya en documentación original más antigua que, sin embargo, no está exenta de errores. De esta pareja nacen tres hijos: el primero fue Tezozomoc, el segundo Epcoatzin (que fue el primer tlahtoani de Tlatelolco), el tercero fue Acamapichtli. Este último vástago a su vez, ya en edad, por disposición de Nopaltzin se casan en 1050 con Ilancueitl y al mismo tiempo el heredero al trono de Coatlichan, Huetzin se casa con Atotoztli.
Sé menciona el inicio de un conflicto en 1062 entre Huetzin y Yacanex por la sucesión al señorío de Coatlichan, el cual a final de cuentas acontece en 1064.
La muerte de Xolotl que acontece en 1075 es brevemente descrita por Ixtlilxochitl.

## Inexactitudes cronológicas
Son dos aspectos de llamar la atención acerca de la información proporcionada por Alva Ixtlilxochitl, y que muchos investigadores modernos aceptan ciegamente; Ixtlilxochitl usó fuentes nativas escritas con pictografías, las cuales él interpretó, ahí aparecían fechas indígenas que calculó mal, con diferencia de un año:
- 963 = 5-tecpatl (⇔ 964)
- 984 = 13-calli (⇔ 985)
- 1011 = 1-tecpatl (⇔ 1012)
- 1050 = 1-acatl (⇔ 1051)
- 1062 = 13-acatl (⇔ 1063)
- 1064 = 1-tecpatl ( correcto )
- 1075 = 13-tecpatl (⇔ 1076)

Lo segundo, que estas fechas las proyectó a equivalentes en ciclos de 52 años hacia atrás, creando una cronología alargada. Es así como tenemos que Xolotl gobernó 112 años, a los que le podemos agregar los años de vida de Xolotl antes de fundar su "imperio", lo que nos daría en promedio una expectativa de vida superior a los 132 años. Si a esta inconsistencia le sumamos el hecho de que su hijo, Nopaltzin, se encontraba con el al momento de fundar Tenayocan, Nopaltzin al momento de su muerte (1107) habría tenido más de 143 años, el doble del promedio de vida del hombre actual.
Este mismo aspecto sobresale al encontrar la mención de Acamapichtli y su matrimonio en 1050, cuando su muerte de manera más general es aceptada en 1396, lo que nos da una duración de vida de más de 346 años. Por lo que todos los datos de Ixtlilxochitl deben contextualizarse a una cronología más acorde al consenso de las otras fuentes.
Chimalpahin nos presenta un intento por mostrar un "cuadro más real" del pasado acolhua, desprendido de cálculos a partir de las fechas o datos más específicos, establece los gobiernos a partir de Nopaltzin:
- Nopaltzin, 1178-1209 (32 años)
- Tlotzin, 1209-1272 (64 años)
- Quinatzin, 1272-1331 (60 años)

Sin embargo, en su documento aparecen acotaciones que rectifican ciertos datos (1998:201), como el gobierno de Tlotzin de quien dice que únicamente gobernó 36 años; con lo cual se recorre toda la cronología anterior.
- Nopaltzin, 1204-1236 (32 años)
- Tlotzin, 1236-1272 (36 años)
- Quinatzin, 1272-1331 (60 años)

Con lo que aceptando un periodo de regencia de 47 años de Xolotl, se llega a la conclusión que el primer tlahtoani chichimeca-acolhua gobernó de 1157 a 1204. Las conexiones políticas y otros sucesos mencionados arriba quedan encuadrados en nuevos contextos.
La última corrección sería acerca de la guerra de Huetzin de Coatlichan contra Yacanex, la cual no pudo acontecer en 1064, ya que aconteció en tiempos de Quinatzin y sus descendientes nacieron a principios del siglo XIV, por lo que ubicar este evento en el año indiano de 1-tecpatl equivalente a 1272 es lo históricamente más preciso.